# 横利根川
横利根川（よことねがわ）は、茨城県稲敷市と千葉県香取市の間を流れる8kmほどの川。利根川から分岐し、霞ヶ浦の放水路である北利根川と合流する。
利根川との分岐点付近にある横利根閘門は国指定重要文化財である。

この川は茨城県と千葉県との県境にある。
県道2号線の水戸鉾田佐原線と並んでいる。